# L'atrapasomnis
L'atrapasomnis (títol original en anglès: Dreamcatcher) és una novel·la de terror i ciència-ficció de l'escriptor Stephen King publicada el 2001, basada en elements de body horror, thriller i invasions extraterrestres. Ambientat a la localitat estatunidenca de Derry, a l'estat de Maine, quatre amics es troben amb extraterrestres telepàtics, rebutgen a les forces armades i el poder redemptiu de la seva pròpia infantesa mentre es troben en un viatge de caça als boscos del poble.
El llibre ajudà a l'autor a recuperar-se d'un accident de cotxe patit el 1999 i fou enllestit en mig any. Segons King en el seu epíleg, el títol provisional durant la seva elaboració fou Cancer. La seva muller, Tabitha King, el persuadí a canviar-lo. L'any 2003 es publicà una adaptació cinematogràfica amb el títol homònim, tot i que la versió en català es titulà El caçador de somnis. L'any 2014, King explicà a la revista Rolling Stone que «no li agrada gaire L'atrapasomnis», i assegurà que redactà el llibre sota els efectes de l'oxicodona.

## Argument
Temps enrere, Henry, Jonesy, Pete i Beaver feren quelcom fantàstic, quelcom que posaria la resta de les seves vides en un complet alleujament després de rescatar un noi amb la síndrome de Down dels assetjaments del barri. La seva ajuda desinteressada a Duddits establí les bases per a una amistat duradora i creà habilitats psíquiques en cadascun d'ells. Anys després, el quintet esdevingué inseparable. Però el quartet inicial cresqué deixant Derry i Duddits enrere. Només un viatge de caça anual manté els quatre units, excepte Duddits. El viatge d'aquell any succeïa com qualsevol altre, fins que s'estavellà una nau espacial que contenia passatgers antipàtics i perillosos. El govern decretà la quarantena de la zona, conspirant per matar a qualsevol criatura viva de la zona infectada. Un estranger arrabassa el cos de Jonesy, pensant estendre la seva raça de fongs arreu del món. La capacitat dels amics per comunicar-se sense paraules fortifica el seu intent d'aturar la virulència extraterrestre. Gradualment van entenent que la força i figura central que uneix els amics i unifica la seva lluita per salvar-se ells i la resta del món és Duddits.